# Guo Yu
Guo Yu (chino tradicional, 國語; chino simplificado, 国语; pinyin:guóyǔ) es una obra historiográfica del Periodo de los Reinos Combatientes. Los acontecimientos que narra van desde la Dinastía Zhou hasta los Reinos de Qi (齐/齊), Lu(鲁), Pu, (普), Zhen(鄭), Chu(楚), Wu (吳) y demás estados del Periodo de los Reinos Combatientes

## Autoría
La autoría de esta obra es asunto de discusión. Desde la antigüedad, muchos eruditos han debatido esta cuestión. Sima Qian fue el primero en ponerle un autor al Guo Yu. Según el gran historiador, el Guo Yu fue escrito por Zuo Qiuming. Otros autores posteriores como Ban Ge o Liu Zhiji también afirmaron que el autor de la obra era Zuo Qiuming. Además, le llamaron al Guo Yu Chunqiu Waizhuan (春秋外傳). Sin embargo, pasada la Dinastía Jin, la mayor parte de los eruditos cuestionaron que Zuo Qiuming fuese el autor de la obra. El debate sobre la autoría persiste en la actualidad. La mayoría de los investigadores niegan que Zuo Qiuming sea el autor del Guo Yu.
- Datos: Q655876
- Multimedia: 國語 / Q655876